# Мартюшево
Мартюшево — село в Тарском районе Омской области России. Административный центр Мартюшевского сельского поселения.

## История
Основано в 1860 г. В 1928 г. состояло из 44 хозяйств, основное население — пермяки. Центр Мартюшевского сельсовета Знаменского района Тарского округа Сибирского края.

## Население
| 1926 | 2002 | 2010 |
| ---- | ---- | ---- |
| 208  | ↗725 | ↘690 |